# Bothmer (Familienname)
Bothmer ist ein deutscher Familienname.

## Namensträger
- Alfred von Bothmer (1815–1892), preußischer Generalleutnant
- Arpád von Bothmer (1858–1938), österreichisch-ungarischer Generalmajor
- Bernard V. Bothmer (1912–1993), deutsch-amerikanischer Ägyptologe
- Carl von Bothmer; siehe Karl von Bothmer
- Dietrich von Bothmer (1918–2009), deutsch-amerikanischer Klassischer Archäologe
- Eberhard von Bothmer (1562–1645), deutscher Adeliger und Verwaltungsbeamter
- Eduard von Bothmer (1811–1889), preußischer Generalleutnant
- Emily von Bothmer (1833–1911), deutsche Staatsdame am großherzoglichen Hof von Sachsen-Weimar-Eisenach
- Ernst von Bothmer (Diplomat) (1841–1906), deutscher Diplomat
- Felix von Bothmer (1852–1937), bayerischer General
- Ferdinand von Bothmer (1758–1826), deutscher Verwaltungsjurist und hannoverscher Oberhauptmann
- Friedrich von Bothmer (Minister) (1796–1861), deutscher Richter und Minister des Königreichs Hannover
- Friedrich von Bothmer (General) (1805–1886), bayerischer General der Infanterie
- Friedrich von Bothmer (Politiker) (1807–1877), deutscher Politiker, MdR
- Friedrich Johann von Bothmer (1658–1729), deutscher Generalleutnant im Kurfürstentum Braunschweig-Lüneburg
- Fritz von Bothmer (1883–1941), deutscher Sportwissenschaftler
- Georg Christian von Bothmer (1695–1766), deutscher Jurist
- Hans Caspar von Bothmer (1656–1732), Diplomat und Minister
- Hans Caspar Gottfried von Bothmer (1695–1765), dänischer Amtmann, 2. Majoratsherr auf Bothmer
- Hans-Cord von Bothmer (1936–2021), deutscher Politiker (CDU), MdL
- Hans-Dietrich von Bothmer (1941–2017), deutscher Diplomat
- Helene Freifrau von Bothmer (1908–1996), amerikanisch-deutsches Model und Museumskuratorin
- Hippolyt von Bothmer (1812–1891), deutsch-britischer Offizier und Diplomat
- Ingrid von Bothmer (1918–2003), deutsche Theater- und Fernsehschauspielerin
- Ivo von Bothmer (1881–1940), deutscher Rittergutsbesitzer und Politiker (DNVP)
- Karl von Bothmer (Diplomat, 1770) (Karl Heinrich Ernst Friedrich Graf von Bothmer, Carl Graf von Bothmer; 1770–1845), deutscher Adliger, Kammerherr und Gesandter
- Karl von Bothmer (Politiker) (1799–1852), deutscher Jurist und Politiker
- Karl Freiherr von Bothmer (1880–1947), deutscher Generalstabsoffizier
- Karl Graf von Bothmer (Publizist) (1881–1947), deutscher Publizist
- Karl Graf von Bothmer (Diplomat, 1891) (1891–1971), ungarischer Generalkonsul
- Lenelotte von Bothmer (1915–1997), deutsche Politikerin (SPD)
- Ludwig von Bothmer (Offizier, 1817) (1817–1873), preußischer Generalleutnant, Gouverneur von Köln
- Ludwig von Bothmer (Offizier, 1889), bayerischer Ritter des Militär-Max-Joseph-Ordens
- Marie Bothmer (* 1995), deutsche Popsängerin
- Mary von Bothmer (Schriftstellerin, 1836) (1836–1901), geb. Young, britische Schriftstellerin
- Mary von Bothmer (Schriftstellerin, 1859) (1859–1939), geb. Taylor, britisch-deutsche Schriftstellerin
- Maximilian von Bothmer (1816–1878), bayerischer Generalleutnant, Generalquartiermeister der Armee und Reichsrat
- Otto von Bothmer (1865–1918), deutscher Politiker, MdR
- Peter-Christian Graf von Bothmer (* 1941), deutscher Brigadegeneral
- Richard von Bothmer (1890–1945), deutscher General
- Roland von Bothmer (* 1943), schwedischer Botaniker
- Stephan von Bothmer (* 1971), deutscher Pianist und Komponist